# Ixora urophylla
Ixora urophylla är en måreväxtart som beskrevs av Cornelis Eliza Bertus Bremekamp. Ixora urophylla ingår i släktet Ixora och familjen måreväxter. Inga underarter finns listade i Catalogue of Life.